# Brentwood (Pennsylvania)
Brentwood  è un comune (borough) degli Stati Uniti d'America, nella contea di Allegheny nello Stato della Pennsylvania. Secondo il censimento del 2010 la popolazione è di 9.463 abitanti.

## Società

### Evoluzione demografica
La composizione etnica vede una prevalenza della razza bianca (95,2%) seguita da quella afroamericana (2,0%). la maggioranza della popolazione vanta una discendenza dai popoli tedeschi, irlandesi e inglesi.
| borough di Brentwood Popolazione |        |
| 1970                             | 13.760 |
| 1980                             | 11.907 |
| 2000                             | 10.466 |
| 2010                             | 9.463  |